# Răchitova, Hunedoara
Răchitova este satul de reședință al comunei cu același nume din județul Hunedoara, Transilvania, România. Se află în partea central-vestică a județului.
În trecut, aici a existat o mănăstire românească.

## Istoric
In secolul al XIV-lea a fost ridicat aici un donjon inconjurat cu fortificații de pământ ale cărui ruine se mai pot observa și astăzi.

## Vezi și
- Cetatea Răchitova